# Ouasim Bouy
Ouasim Bouy (ur. 11 czerwca 1993 w Amsterdamie) – holenderski piłkarz marokańskiego pochodzenia występujący na pozycji pomocnik we hiszpańskim klubie Cultural Leonesa, do którego jest wypożyczony z Leeds United. Wychowanek Ajaxu, w swojej karierze grał także w takich zespołach jak Brescia, Hamburger SV, Panathinaikos AO oraz PEC Zwolle. Były młodzieżowy reprezentant Holandii.